# Mercedes de Acosta
Mercedes de Acosta (New York, 1º marzo 1893 – New York, 9 maggio 1968) è stata una poetessa e scrittrice statunitense, nonché costumista e celebrità mondana.
Oggi viene ricordata dal grande pubblico più che altro per le sue relazioni con Greta Garbo, Alla Nazimova, Eva Le Gallienne, Isadora Duncan, Katharine Cornell, Maude Adams, Ona Munson (la Bella Watling del film Via col vento), Adele Astaire ed altre, da lei stessa raccontate nell'autobiografia pubblicata verso la fine della sua vita, nel 1960.
Tale reputazione non fu apprezzata da tutti. Alice Toklas (a sua volta notoriamente lesbica) ebbe a scrivere ad un'amica che disapprovava la de Acosta, Anita Loos: «Non puoi sbarazzarti di Mercedes a cuor leggero. Lei ha avuto le due donne più importanti degli Stati Uniti» (cioè Greta Garbo e Eleanor Roosevelt).

## Biografia
Mercedes nacque a New York nel 1893, figlia di un dirigente di una compagnia di navi a vapore nato a Cuba da genitori spagnoli, Ricardo de Acosta, e madre spagnola, Micaela Hernandez y de Alba, che a sua volta discendeva dagli duchi d'Alba. Benché Acosta fosse dotata di talento nel suo campo professionale, fu senza dubbio la sua vita privata ad averla resa famosa nei circoli di Hollywood, dato che fu coinvolta in numerose relazioni lesbiche con l'élite di Hollywood.
Iniziò nel 1916 con una storia con l'attrice russa Alla Nazimova, e poco dopo ne avviò un'altra con l'attrice Tallulah Bankhead, e ancora con la ballerina Isadora Duncan. Nel 1920 Mercedes de Acosta sposò Abram Poole (1882-1961), un famoso pittore e uomo di mondo. I due, entrambi omosessuali, divorziarono nel 1935. Poco dopo il matrimonio con Abram Poole, nel 1920, diede inizio ad una turbolenta relazione durata cinque anni con l'attrice Eva Le Gallienne.
Nel decennio successivo, mise assieme un gruppo di partner femminili che erano tutte stelle del cinema, in ascesa o in declino. Tra queste la scrittrice Edith Wharton, la scrittrice e attrice teatrale Katharine Cornell, Dorothy Fellowes-Gordon e Amy Lowell. La de Acosta fu sentimentalmente legata alla ballerina russa Tamara Platonovna Karsavina per tutta la vita, dopo il loro primo incontro nel 1920. Le due furono tanto amiche quanto amanti, e la Karsavina fu una delle poche che continuò ad esserle amica anche dopo la pubblicazione della sua controversa autobiografia.
Nel 1931 Mercedes incontrò Greta Garbo e ne divenne rapidamente l'amante. Le due erano state presentate dall'amante del momento della de Acosta, la scrittrice Salka Viertel. La relazione con la Garbo è stata spesso descritta come l'amore della sua vita. Tuttavia le testimonianze del tempo non riescono a chiarire se la Garbo ricambiasse i sentimenti amorosi della Acosta: era la Garbo ad avere il controllo della relazione, e le due stavano insieme per lunghi periodi, poi distanti per altri, a seconda del capriccio della Garbo. Nel 1944 la Garbo decise infine di interrompere la burrascosa relazione, chiedendo alla de Acosta di smettere di inviarle poesie e lettere dove le professava il suo amore. L'ultima poesia conosciuta scritta dalla de Acosta per la Garbo risale a questo periodo.
Le sue memorie, Here lies the heart (Qui giace il cuore, ma anche leggibile come Qui mente il cuore), vennero pubblicate nel 1960 quando Mercedes, ammalata, ebbe bisogno di soldi. Le rivelazioni, anche se molto edulcorate e sostenute da fatti, causarono la rottura di numerose amicizie con donne famose che avrebbero preferito mantenere segreta la propria (omo)sessualità, come la volubile Greta Garbo. In particolare Eva Le Gallienne, furiosa per le rivelazioni, si sbarazzò di qualunque oggetto che le ricordasse la sua relazione con la de Acosta. Una delle persone messe a nudo dalle sue rivelazioni commentò però con spirito, giocando sul doppio senso di "lies" in inglese ("giace" e "mente"): "And lies, and lies and lies"..., cioè, "E mente, e mente, e mente"...
Tagliata fuori da molti dei suoi amici e sempre più in difficoltà finanziarie, la de Acosta morì, nel 1968, all'età di 75 anni, in relativa povertà (anche se la sorella Rita aveva contratto un "buon" matrimonio) ed oscurità. Venne sepolta con sua madre e sua sorella, Rita de Alba de Acosta (una celebre bellezza, meglio conosciuta con il nome d'arte di Rita Lydig) al Trinity Cemetery a New York.

## Opere
- Mercedes de Acosta, Here lies the heart, Ayer Co Pub, 1975. ISBN 0405073607
- Mercedes de Acosta, Six women in turmoil. Six plays, Southern Illinois University press, 2003. ISBN 0809325098